# Slaget vid Nowy Dwór
Slaget vid Nowy Dwór Mazowiecki var ett fältslag under Karl X Gustavs polska krig, mellan Sverige och Polen, där Sverige stod som segare.

## Slaget
Rikstygmästare Gustaf Otto Stenbock hade befälet över en av de svenska styrkorna på cirka åttatusen man och hans order var att vänta på Magnus Gabriel De la Gardie baltiska kår och sen förena de två styrkorna. De la Gardie var dock försenad och under tiden hade ett uppbåd av masurer uppstått med syfte att hindra svenskarnas fortsatta intrång i deras provins. Polackerna slog läger vid det strategiskt viktiga Nowy Dwór.
De svenska styrkorna var organiserade i en kår med nio infanteribrigader exklusive rytteri och artilleri.
När slaget var över hade den svenska kåren förlorat fem man och den polska styrkan cirka trehundra. Trossen med dess femhundra övergivna vagnar, sju kanoner, åtta pukor och två fanor tillfångatogs. 

## Eftermäle
Då trupp från Ångermanlands, Medelpads och Jämtlands regemente deltog i slaget så har dess efterföljare delat segernamnet "Nowodwor (1655)"
- Jämtlands fältjägarregemente (I 5), 1670–2004. Återetablerades 2022 som Jämtlands fältjägarkår.
- Norrlands dragonregemente (K 4), 1853–2004. Återetablerades 2021.
- Arméns jägarbataljon (AJB), 2005–2021 (föregicks och efterträddes av K4)

Norrlands dragonregemente för segernamnet på sin dragonfana och Jämtlands fältjägarkår för segernamnet på sin fana.